# SN 2003C
SN 2003C – supernowa typu II odkryta 6 stycznia 2003 roku w galaktyce UGC 439. W momencie odkrycia miała maksymalną jasność 17,00m.